# Dones de Tahití a la platja
Dones de Tahití, o Dones de Tahití a la platja (en francès Femmes de Tahiti, ou Sur la plage), és un quadre de Paul Gauguin fet durant el novembre i desembre del 1891 en la seva primera estada a Tahití. Es conserva al Museu d'Orsay de París.

## Descripció
Dues noies tahitianes estan assegudes a terra en postures enfrontades, l'una d'esquena i l'altra de cara, i abstretes en els seus pensaments. La dona de la dreta, amb el vestit introduït pels missioners, està ocupada trenant palmes amb una actitud impassible. La dona de l'esquerra, amb un pareo tradicional de motius florals i una camisa blanca, té els ulls tancats. Les línies blanques sobre el fons negre evoquen les onades llunyanes del mar. A terra, una capsa, una flor de tiara i unes fulles de palmera. El color és viu, de gamma càlida, i pla, seguint el mètode del cloisonné influït per les estampes japoneses.
La composició és peculiar pel que fa a les convencions pictòriques del segle xix. Els dos personatges semblen entatxonats com si l'artista no s'hagués realment preocupat de situar-los en l'espai. Mentre que per a altres pintors els dos personatges haurien pogut ser un detall en una composició amb més figures, Gauguin ha donat un aspecte destacat i sense precedents a la seva activitat insignificant.
El títol és equívoc, ja que no són dues dones diferents ni és evident que siguin a la platja. Per les dues figures Gauguin va usar la mateixa model, Teha'amana, la seva amant, que a més no era tahitiana sinó de Tonga o de Rarotonga. Les línies rectes del terra suggereixen que podria ser un porxo d'una casa colonial.

## Història

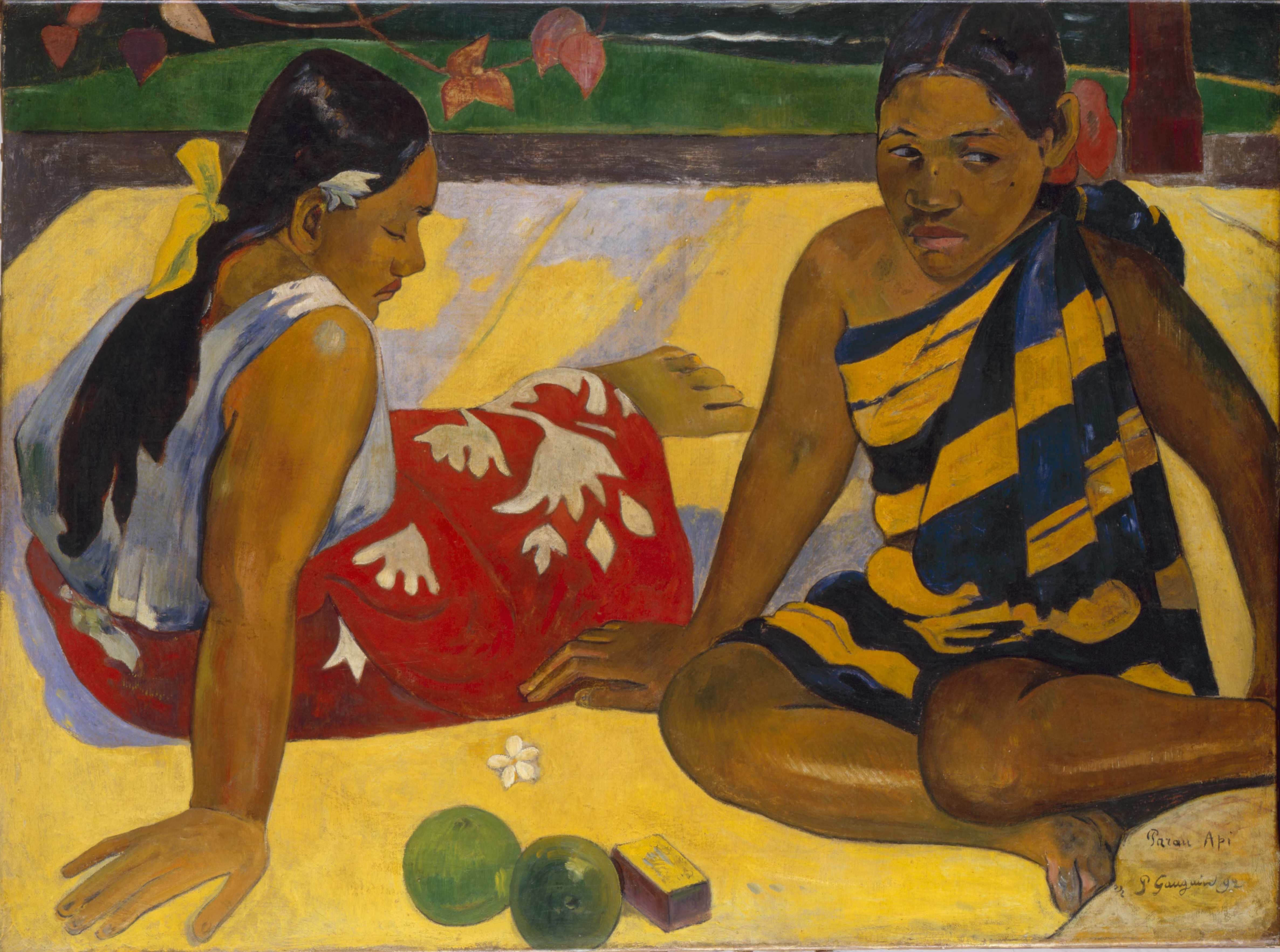
Parau api (1892)

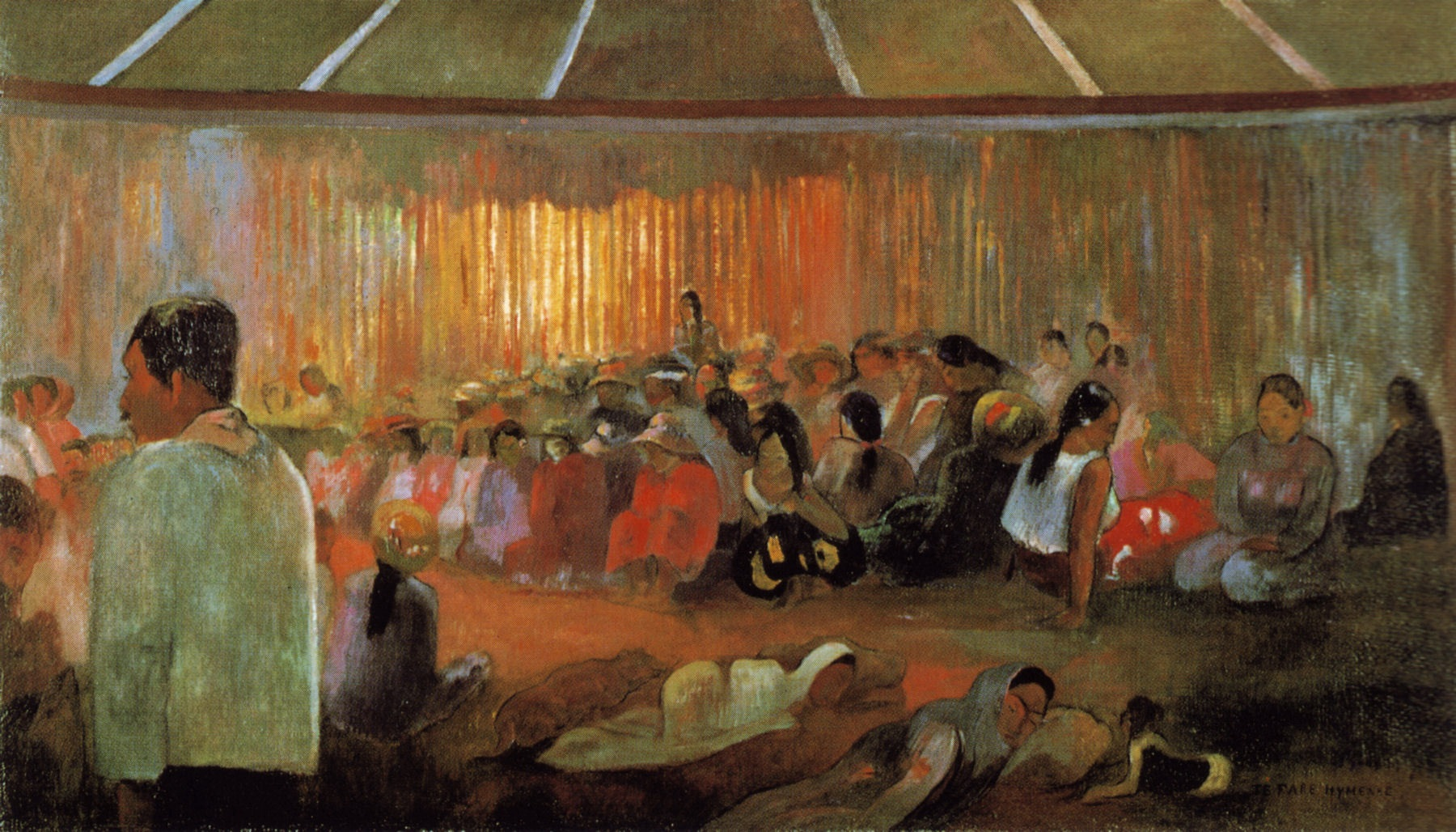
La casa dels himnes (1892)

El quadre el va vendre aviat al capità Arnaud, un colon de Papeete. En va fer una segona versió en Parau api (1892), amb la figura de la dreta vestida amb un pareo lligat a l'espatlla i amb els braços descansant al costat. En La casa dels himnes (1892) va repetir les mateixes dues figures junt al grup de cantants asseguts a terra.
El quadre va ser llegat el 1923 a l'estat francès, exposat primer al Museu del Luxembourg, després al Museu del Louvre i des del 1986 al Museu d'Orsay.
L'obra està publicada en el catàleg de Wildenstein de 1964 amb el número 434, i en el catàleg de Gabriele Sugana de 1972 amb el número 270.